# 大同與西安寶寶
大同與西安寶寶，（英語：Da Tung and Xi'an Bao Bao）是一件2002年的室外青銅雕塑展示作品，它的原意是「世界大同」（Universal Peace）和「象寶寶」（Baby Elephant）。它位於波特蘭市中心的北公園區，創作者不明。它是姆尔特诺默县和波特蘭市的區域藝術文化委員會的「公共藝術禮遇收藏」計畫的一部份。

## 簡述
這件青銅雕塑由中國西安的「五環鑄造廠」（Five Rings Bronze Foundry）製造，於2002年被安置在北公園區的西北公園大道（Northwest Park Avenue）與西伯恩賽德街（West Burnside Street）交會處。量出的尺寸是135英寸（3.4） x 77英寸（2.0） x 168英寸（4.3），特徵是一隻年輕的小象在大的成象之上。作品由兩個名字組成：「大同」（Da Tung），也可翻譯為世界和平（universal peace）或「大銅」（large bronze）；和西安寶寶（Xi'an Bao Bao），意指象寶寶（baby elephant）。
這件複製品是從商朝晚期（大約公元前1200–1100年）的酒器得到灵感，由霍保柱（Huo Baozhu）捐赠，大約比原品大16倍。現已絕種的中國象 （英語：Elephas maximus rubridens）活動地區北至河南安陽，公元前十四世紀時廣西還有中國象。

## 外部連結
维基共享资源上的相關多媒體資源：大同與西安寶寶